# ليمبو (لعبة فيديو)
 ليمبو (بالإنجليزية: Limbo)‏ هي لعبة من نوع ألغاز-منصات. وتُعتبر أول لعبة من تطوير الشركة الدنماركية بلاي ديد. صدرت في عام 2010 بشكل حصري على إكس بوكس 360، ثم لاحقاً أُعيد إصدارها بصيغة وضوح عالي الدقة في إبريل 2011. وأنشئ لاحقاً منافذ دخول إلى اللعبة عبر البلاي ستيشن نيتورك ومايكروسوفت ويندوز بواسطة ستيم وجيمرز جيت (GamersGate) من شركة بلاي ديد، وقد صدرت هذه النسخ بعد أن تفرد بهذه اللعبة الإكس بوكس لمدة عام. وصدرت نسخة الماك من اللعبة في ديسمبر 2011، بينما صدرت اللعبة لنظام اللينكس في مايو 2012.
ليمبو هي لعبة ثنائية الأبعاد ذات تمرير جانبي وتحتوي على النظام الفيزيائي بوكس 2دي (Box2D) لتنظيم الكائنات وطبيعة اللعب وإعطاء فيزياء للعبة. تتمحور اللعبة حول توجيه صبي صغير -لم يُذكر اسمه- للبحث عن أخته من خلال السير في البيئات المحفوفة بالمخاطر والفخاخ والأشراك. طورت اللعبة بطريقة أن الاعب سيفشل حتماً قبل معرفته حل اللغز. وقد وصفت الشركة هذه الطريقة بـ«التجربة والموت»، وقد استخدموا صوراً مخيفة تُمثل موت الصبي الصغير لتوجيه اللاعب نحو حلول غير قابلة للتطبيق.
وتتميز اللعبة بأنها أحادية اللون ذات لون أبيض وأسود ودرجاتهما وعبر استخدام الإضاءة والمؤثرات الفلمية والفيزيائية والأصوات المحيطية تخلق اللعبة جو غريب من اللعب غالباً ما يرتبط هذا النوع بألعاب الرعب. وأشاد المراجعون أن طريقة العرض هذه تُشابه أفلام النوار والأفلام الإيمائية الألمانية. وتعتمد اللعبة على رسموها بشكل كبير، وقد قال المراجعون بأنها «لعبة فيديو وفن». وتلقت اللعبة نتائج إيجابية من قبل المراجعين، إلا أن النقاد لم تعجبهم القصة، وبعض النقاد قالوا بأنه لو كانت اللعبة مفتوحة المصدر فستكون أجمل. في حين أن آخرين يعتقدون أن عدم وجود مفاجئة في نهاية اللعبة هو أمر محزن وينتقص من اللعبة. وهناك نقطة مشتركة من انتقادات المرجعين حيث أن سعر اللعبة غالي بالنسبة لقصتها القصيرة مما قد يردع اللاعبين من شرائها. غير أن بعضهم قالوا بأن طولها مثالي. وعندما صدرت اللعبة على الإكس بوكس في 2010 وصلت عائداتها حوالي 7.5 مليون دولار. وقد فازت اللعبة بعدة جوائز وكانت اللعبة كواحدة من أفضل الألعاب في عام 2010 من قبل العديد من المستخدمين.

## القصة
الطابع الأساسي في ليمبو هو عن فتى مجهول الهوية يستيقظ في وسط غابة «حافة الجحيم». وبينما يسعى إلى العثور على أخته المفقودة، فإنه لا يصادف سوى عدد قليل من الشخصيات البشرية، والذين إما يهاجمونه أو يهربون منه. وفي نقطة واحدة خلال اللعبة يرى هذا الصبي خيال أنثى ولكنها تختفي مباشرة قبل أن يتمكن من الوصول إليها. وفي نهاية المطاف يصل اللاعب إلى مدينة متداعية. وعند الانتهاء من اللغز الأخير في اللعبة يُقذف الولد بقطع من زجاج تطرحه على الأرض فيستيقظ مجدداً ليرى نفسه في الغابة، ثم يمشي مسافة قصيرة حتى يُلاقي تلك الفتاة مرة أخرى. وفي هذه النقطة تنتهي اللعبة فجأة.

## أسلوب اللعب

لقطة من داخل اللعبة تُبين الفتى وهو يعبر أحد الألغاز ويسير على الحبل.

طوال مراحل اللعبة يتحكم اللاعب بالفتى المجهول. وكما هي الحال في معظم الألعاب ثنائية الأبعاد فالفتى يستطيع: التحرك يميناً أو يساراً، القفز، تسلق الحواف القصيرة، والصعود والنزول من السلالم أو الحبال وسحب الأشياء. وعبر استخدام الإضاءة والمؤثرات الفيزيائية والأصوات المحيطية تخلق اللعبة جو غريب وبيئة مخيفة في اللعب. وتلك البيئة المظلمة قد تُخفي ورائها العديد من الفخاخ كفخاخ الصيد على أرضية الغابة وقد تخفي أيضاً وحوشاً قاتلة يختبؤون في الظلام كالعنكبوت العملاق. ومن بين الأخطار فهناك الديدان المتوهجة التي تلتصق في رأس الفتى وتجبره على السير في اتجاه واحد فقط وتعكس له اليمين واليسار إلا في حال عُرّضت للضوء فإن الفتى يستطيع السير حيثما يريد، وتستمر الحال هذه حتى تتم إزالة تلك الديدان.
القسم الآخر من اللعبة يضم الألغاز والفخاخ الميكانيكية باستخدام الآلات. والعديد من هذه الفخاخ ليست واضحة ومخفية في الظلام، وغالباً ما تكون فخاخاً مميتة. واللاعب يستطيع إعادة تشغيل اللعبة من نقطة الحفظ، ولا توجد قيود حول عدد مرات الخسارة أوالإعادة. ويمكن للاعب تجنب بعض الفخاخ بالطبع. على الأرجح فإن اللاعب سيخسر ويقتل الفتى كثيراً قبل أن يصل لحل اللغز وإكمال اللعبة، لذلك وصف المطورين هذه الطريقة بـ«التجربة والموت». وتُعتبر اللعبة بأنها ذات مشاهد عنيفة كقطع الرأس وتقطيع أطراف الصبي لذلك لا ينصح للأطفال بلعبها.

## وصلة خارجية
- ليمبو على موقع IMDb (الإنجليزية)
- الموقع الرسمي